# ディナーショー
ディナーショー（Dinner Show）は、食事と芸能が楽しめる催しのこと。英語ではDinner theaterやDinner and floor showと呼ばれる。

## 概要
音楽、踊り、演劇、アトラクション、手品、講演、お笑いなどのディナーショーがあり、主にホテル、劇場、ライブハウスなどで催される。先に食事を済ませてからステージが始まるものと、食事とステージを同時に楽しめるものがある。本項では特にホテルで催される歌手のディナーショーについて説明する。
一般にディナーショーはフォーマルな場であり、キャパシティ（収容人員）が少なく飲食代も含まれるため、通常のコンサートと比較して料金は高額になる。歌手と客の距離が近いのも大きな特徴で、歌手が客席に降りて来て自分のそばで歌ってくれたり、記念撮影の場が設けられたりすることもある。概して客の年齢層は高く、出演する歌手もヒット曲の多いベテランが多い。
また歌手と客の距離が近いディナーショーは、歌手にとっては生の歌を聴かせるだけでなく、和やかな雰囲気で客を楽しませるトークの技量も要求される。エンターテイナーとしての力量が問われる場でもあり、ファンとのふれあいで絆を強める、あるいは新たなファンを獲得する絶好の機会でもある。
チケット単価の高さとキャパシティの少なさゆえ、地方の興行でも金銭的な条件がよく、テレビ出演やレコードセールスの少ない演歌歌手、世間的には「過去の人」とされるベテラン歌手、モノマネ専門の歌手にとってはディナーショーは重要な収入源になっている。歌手によっては売れっ子と呼ばれていた時代よりも稼ぎが多いこともあるという。
12月のクリスマス・年末シーズンは有名歌手などディナーショーが目白押しとなる。毎年ワイドショーでは、鈴木雅之・五木ひろし・松田聖子・髙橋真梨子・郷ひろみ・中森明菜・工藤静香などのチケット代が高額な人気歌手を紹介するのが年末の風物詩となっている。最近では綾小路きみまろ・Mr.マリック・IKKOなど、歌手以外の芸能人によるものも多い。